# MaRS Discovery District
MaRS Discovery District ist ein non-profit Forschungspark der im Jahr 2000 in Toronto, Ontario, Kanada gegründet wurde. Das Forschungszentrum befindet sich in unmittelbarer Nähe der University of Toronto, im Discovery District. Das Forschungszentrum wird größtenteils von öffentlichen Stellen wie der Provinz Ontario sowie der Landesregierung finanziert. Weitere Einnahmen ergeben sich aus den angesiedelten Forschungslaboren der einzelnen Pharma- sowie anderen Forschungsunternehmen und Laboren.
Der Name MaRS entstand ursprünglich aus einer Datei, wurde anschließend jedoch übernommen und steht für Medical and Related Sciences. Am MaRS werden neben der klassischen medizinischen- und pharmazeutischen Forschung auch Forschungen der Informationstechnologie, Ingenieurwesen sowie Soziale Innovation für medizinische Zwecke betrieben.

## Einrichtungen
Die Forschungsanlagen befindet sich an der Ecke College Street und University Avenue, in unmittelbarer Nähe zur University of Toronto und ihren angeschlossenen Forschungsinstituten und Laboren.

### Phase I
Die Gebäude des im Jahre 2005 in Phase I fertiggestellten Forschungszentrums umfassen das:
- The Heritage Building (ein Flügel des Toronto General Hospital),
- The Atrium
- The South Tower
- The Toronto Medical Discovery Tower

The Heritage Building

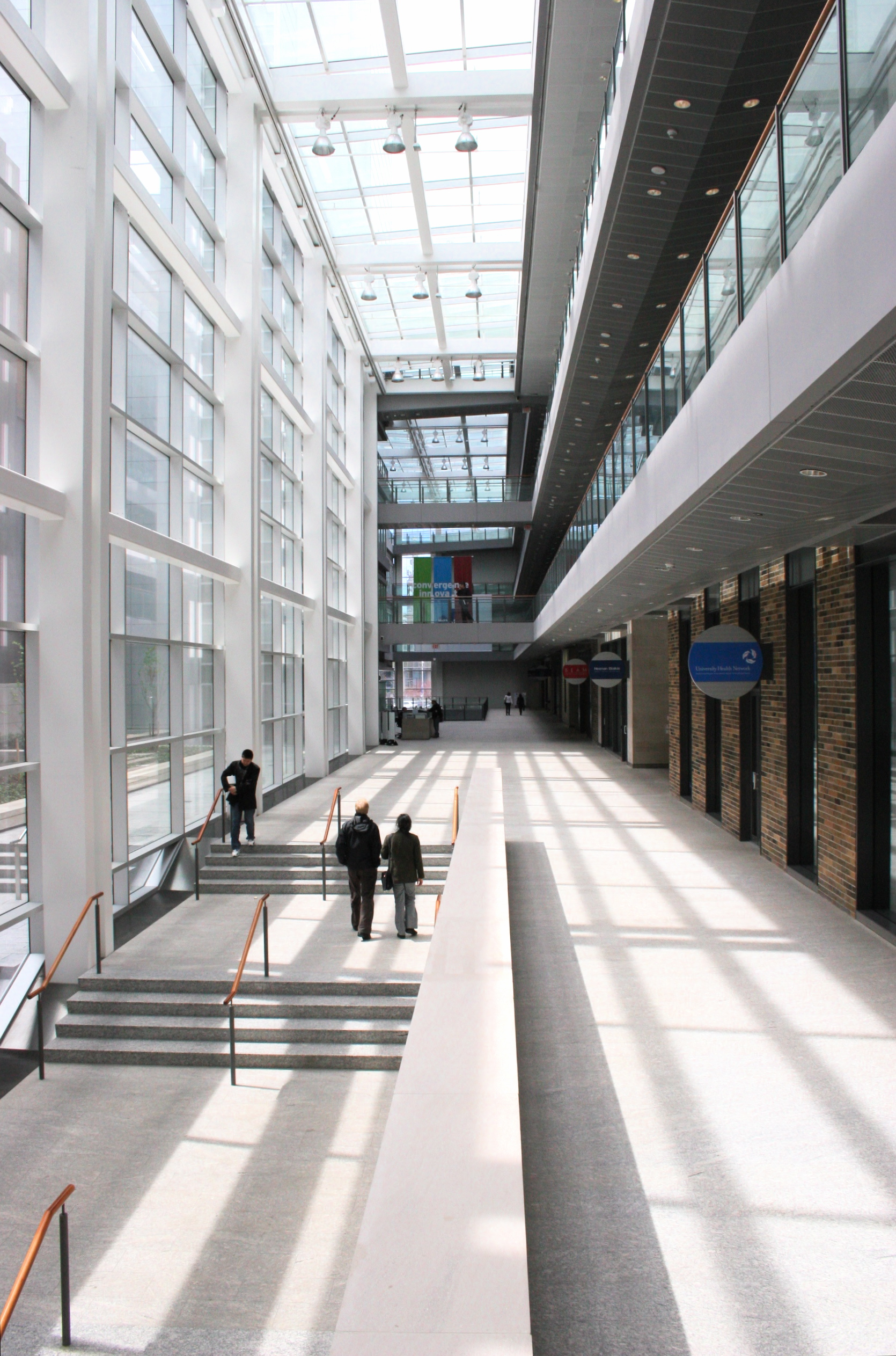
Innenansicht des MaRS Centre Atrium Gebäudes.

In dem vierstöckigen historisch erhaltenen Heritage Building befinden sich Büros von Vereinigungen, der pharmazeutischen Industrie, sowie Büros von kanadischen Universitäten der Provinz Ontario.
The Atrium
Das MaRS Atrium ist eine glasüberdachte öffentlich zugängliche Passage, die auch alle wichtigen Zugänge zu weiteren Gebäuden beinhaltet, die jedoch von der Öffentlichkeit nicht betreten werden dürfen.  Das Atrium bietet Zugänge zum Heritage Building,
zum South Tower und zum  Medical Discovery Tower. Im Erdgeschoss befindet sich ein Konferenzzentrum, indem öffentliche und geschlossene Vorträge und andere Veranstaltungen stattfinden. Im Untergeschoss befinden sich ein Medienzentrum und Videokonferenzräume.  Daneben mehrere Restaurants und Cafés die auch von der Öffentlichkeit genutzt werden können.
The South Tower
Der South Tower ist ein 11-stöckiges Gebäude, indem sich mehrere Inkubatoren, Labore und Forschungszentren befinden. Das Gebäude verfügt über eine Fläche von 19.000 m2. Das Gebäude verfügt über mehrere Reinräume und die entsprechenden elektrischen Systeme.
Toronto Medical Discovery Tower
Mit rund 37.000 m2 Fläche an Feuchtlaboren beherbergt das 15-stöckige Gebäude das wissenschaftliche Equipment und dient als Hauptsitz des Forschungszentrums, dem University Health Network und dem Hospital for Sick Children. Das Gebäude befindet sich  an der Ecke College and Elizabeth Street. Das Gebäude wurde mit modernster Technologie für Forschungszwecke ausgestattet. Die Labore sind zu 80 % für Feuchtforschungen und zu 20 % für Trockene Forschung ausgelegt. Das Gebäude wurde so konstruiert, dass es jederzeit flächenmäßig flexibel genutzt werden kann.

### Phase II
Die Bauphase II, die von den Architekten Bregman + Hamann entworfen wurde, beinhaltet ein 20-stöckiges Gebäude im westlichen Bereich des Forschungsparks. Das Gebäude soll bei Fertigstellung über eine Forschungsfläche von 74.000 m2 verfügen. Der Bau begann Ende 2007. Die Fertigstellung war für Frühling 2010 geplant. Aufgrund der Wirtschaftskrise wurden die Bauarbeiten jedoch für einige Zeit unterbrochen. Die Bauarbeiten gingen im Juli 2011 weiter. Die geplante Fertigstellung verzögerte sich somit auf Herbst 2013.